# Funiculina quadrangularis
Funiculina quadrangularis is een Pennatulaceasoort uit de familie van de Funiculinidae. De wetenschappelijke naam van de soort werd in 1766 voor het eerst geldig gepubliceerd door Peter Simon Pallas. Het vormt een leefomgeving voor verschillende belangrijke soorten schaaldieren. 

## Beschrijving
Het uiterlijk van F. quadrangularis wordt vaak omschreven als veerachtig. Meer specifiek zien ze eruit als een ganzenveer die in de zeebodem steekt. Ze zijn verankerd door een steel als basis en ze hebben een kalkhoudende axiale staaf die omhoog groeit met poliepen die daaruit voortkomen. Elke poliep heeft acht tentakels. Ze kunnen tot 2 meter hoog worden met tot een kwart van de steel ingebed in het sediment.

## Verspreiding
Funiculina quadrangularis is wereldwijd te vinden. Ze worden het meest gevonden in zee lochs en open water van de noordwestelijke kust van Schotland, op een diepte onder 20 tot 2000 meter. Ze hebben een fragmentarische verspreiding rond het Verenigd Koninkrijk, aan de noordwestkust van Schotland en Ierland. Ze komen ook voor in kustwateren van de Noord-Atlantische Oceaan en de Middellandse Zee, Nieuw-Zeeland, Japan en de Golf van Mexico. De abundantie van deze soort is echter laag vanwege de hoge intensiteit van de trawlervisserij.